# Patrick Artus
Pour les articles homonymes, voir Artus.
Patrick Artus, né le 14 octobre 1951 à Lille, est un économiste français, directeur de la recherche et des études de Natixis et administrateur de Total, qui a en particulier travaillé sur les nouvelles stratégies boursières des entreprises. Il est un des spécialistes français en économie internationale et en politique monétaire.

## Biographie

### Jeunesse et formation
Il est admis à l'École polytechnique et fait partie de la promotion 1970. Il est diplômé en 1975 de l'ENSAE et de Sciences Po.
Il est marié et père de trois enfants.

### Carrière
Il commence sa carrière comme administrateur de l'Insee. En 1980, il commence à travailler au département économique de l'OCDE. Il est également enseignant à l'université Paris-Dauphine en 1982.
De 1982 à 1985, il est directeur des études de l’ENSAE. De 1985 à 1988, il est conseiller scientifique à la direction générale des études de la Banque de France. À partir de 1988, il est chef du service des études économiques et financières à la Caisse des Dépôts, puis dans sa filiale, CDC-Ixis. Après le désengagement de la Caisse des Dépôts d'Ixis, il demeure chez Ixis qui devient Natixis en 2006.
De 1996 à 2011, il est enseignant de sciences économiques à l'École polytechnique.
Il est nommé membre du Conseil d’analyse économique par arrêté du 23 juillet 1997.
Il est actuellement enseignant associé à l'université Paris I Panthéon-Sorbonne. En 2013, il devient chef économiste de Natixis.
Il est aussi membre du Cercle des économistes et de la Commission économique de la Nation. Il est membre du conseil d'administration de Total.
Il écrit régulièrement des chroniques et points de vue dans Le Monde, Alternatives économiques, Challenges, Les Échos et Revue Banque. Il intervient également dans l'émission L'Économie en questions sur France Culture.
Il est actuellement[Quand ?] directeur des études à la banque Natixis, où il publie notamment plusieurs « Flash économie » par jour.

## Prises de positions

### Erreur de prévision au sujet de la crise des subprimes
Le 22 mars 2007, Patrick Artus rédige une note « Flash Marchés » publiée par Natixis où il explique pourquoi il n'y a pas lieu de craindre une crise financière prochaine :
« Les marchés financiers croient n'importe quoi. Les corrections successives des marchés d'actions en février-mars 2007 sont liées à une série de craintes des marchés : […] il peut y avoir une récession aux États-Unis ; […] la crise du crédit immobilier « subprime » […] aux États-Unis va déclencher une crise bancaire et financière. Or, toutes ces affirmations sont fausses. La crédulité et l'absence de sang froid des marchés financiers sont donc remarquables. »
Cette thèse est reprise le 24 mai 2007 dans un éditorial publié dans le magazine Challenges :
« Le potentiel des Bourses européennes est gigantesque. […] Dans une économie mondiale qui peut fonctionner avec des États-Unis en croissance faible et où l'inflation semble vaincue, il est possible de croire que le seul CAC 40, par exemple, puisse atteindre 7 000 points au premier semestre 2008. »
Ses prévisions seront cependant contredites par la crise financière mondiale débutant en 2007.
Il estime dans une nouvelle note en mai 2008 que la crise financière est « finie », et que « On peut considérer que le pire de la crise financière qui débute à l’été 2007 est derrière nous : le provisionnement des banques est suffisant, la confiance revient sur la plupart des marchés financiers, les banques consolident leurs bilans. » Ceci est à nouveau contredit par les nombreuses faillites et sauvetages bancaires de septembre 2008, en particulier Fannie Mae, Freddy Mac, Lehman Brothers, Merrill Lynch et AIG.
Le 3 février 2009, Patrick Artus publie une nouvelle note « Flash Marchés » pour expliquer en quoi ses analyses étaient erronées (« Quand nous sommes-nous trompés sur nos prévisions, et comment l'expliquer ? »). Il y écrit qu'« Essentiellement nos erreurs de prévisions consistent en un optimisme global très excessif (portant sur la croissance, les cours boursiers,...) au premier semestre 2008 ». Erreurs déjà signalées auparavant, comme en 2007 « Le scénario le plus raisonnable est celui où la crise immobilière aux États-Unis ralentit l'économie mondiale mais est loin de la plonger dans une récession. Notre scénario central n'est donc absolument pas celui d'une récession en 2008. ».

### Politiques de rigueur budgétaire
Dans une conférence à la Coface en janvier 2012, il indique qu'une réduction simultanée et trop brutale des dépenses publiques en zone Euro accroitrait globalement les dettes publiques au lieu de les réduire (principe du multiplicateur budgétaire ,,,). Selon lui, si tous les pays de la zone Euro font en même temps des plans de réduction de leur déficit budgétaire (principe du pacte de stabilité et de croissance), à la différence d'une politique conjoncturelle, pour 1 % de réduction des déficits, on obtient en proportion une réduction comprise entre 0,6 % et 1 % de la croissance, ou plus. Ceci est particulièrement vrai dans les pays où le PIB est majoritairement assis sur la dépense publique (en France plus de 56 % du PIB est créé par de la dépense publique,).
Il résulte de la dynamique économique de l'endettement public que l'écart entre les taux de croissance et les taux de financement s'accroît d'autant plus que dans le même temps les taux de financement augmentent, car les agences de notation dégradent les États au vu des baisses de croissance constatées.
Il s'élève par ailleurs contre l'idée d’augmenter les impôts payés par les banques pour faire face à la crise économique.

### Crise migratoire européenne
En 2015, commentant la crise migratoire en Europe, il voit dans ces événements une « chance pour l’Europe ». L'afflux de population provoquant une hausse de la population active qui serait avec la hausse de la productivité, selon Artus, une de deux grandes sources de croissance potentielle.

### Déglobalisation et marxisme
En 2018, il publie dans le cadre de son activité au sein de la banque Natixis une note affirmant que les prédictions de Karl Marx concernant les baisses de rendement du capital des entreprises et les conséquences en ce qui concerne la diminution des salaires et la survenue de crises financières étaient fondées. En 2020, alors que la Pandémie de Covid-19 renforce le rôle des États par rapport aux acteurs économiques et « met en évidence la fragilité des chaînes de valeur mondiale », ce qui se traduit entre-autres par un krach boursier, Artus va plus loin et y voit le début d'une « déglobalisation » de l'économie avec un recentrage des investissements et des productions aux échelles régionales et nationales, et le retour de l'État-providence fort avec la Sécurité sociale qui lui est associée, ce qui saperait donc les fondements du capitalisme néolibéral. Il précise cependant qu'il parle de la fin possible du néolibéralisme, mais pas de celle du capitalisme en lui-même, pensant qu'il passera la pandémie et ses conséquences en changeant de forme et en mettant fin à ses propres excès.

### Critiques
Pour le journaliste Laurent Mauduit, Patrick Artus, « bien que brillant », « est trop incrusté dans ce système pour en dénoncer tous les vices et toutes les turpitudes. Sans même parler de ses rémunérations principales, celles que lui sert sa banque d'attache. »
Vers l'issue de la crise, les économistes Henri Sterdyniak et Michel Husson, dont les observations sont reprises par le site regards.fr, lui reprochent de faire des erreurs grossières dans ses analyses, afin de pousser aux politiques d'austérité.
Un exemple de cette sorte d'erreur serait contenu dans un rapport Natixis (« Flash économie ») de 2013. Il y établit une corrélation entre salaire minimum et chômage des jeunes. Dans la partie empirique de son analyse, il utilise, entre autres, des données concernant l'Australie, qui aurait le plus haut salaire minimum des pays donnés en exemple. Or, l'OCDE situe cette année là l'Australie dans la moitié des pays ayant le plus faible rapport de chômage entre jeune et ensemble de la population active.

## Récompenses et distinctions

### Prix
- « Meilleur Économiste de l’année », 1996, décerné par Le Nouvel économiste[30] ;
- « Prix des Lecteurs du Livre d'Économie 2006 » avec Marie-Paule Virard pour leur livre Comment nous avons ruiné nos enfants

### Décorations
- Officier de la Légion d'honneur (2019[31])
- Chevalier de la Légion d'honneur (2003[32])
- Chevalier de l'ordre national du Mérite (1997[33])

## Publications
- Le choix du Système de retraites (avec F. Legros), Economica, 1999
- Crises des pays émergents, Economica, 2000
- L’Euro et la Banque Centrale Européenne, Economica, 2001
- La nouvelle économie, La Découverte, 2001
- Politique monétaire, Economica, 2001
- La France peut se ressaisir, Economica 2004
- Macroéconomie, Economica 2005
- Le Capitalisme est en train de s'autodétruire (avec Marie-Paule Virard), La Découverte, 2005
- Comment nous avons ruiné nos enfants (avec Marie-Paule Virard), La Découverte, 2006
- Les incendiaires - Les banques centrales dépassées par la globalisation, Éditions Perrin, 2007
- Globalisation, le pire est à venir (avec Marie-Paule Virard), La Découverte, 2008
- On comprend mieux le monde à travers l'économie (avec Marie-Paule Virard), Pearson Education, 2008
- Est-il trop tard pour sauver l'Amérique ? (avec Marie-Paule Virard), La Découverte, 2009
- Sorties de crise. Ce qu'on ne nous dit pas. Ce qui nous attend. (avec Olivier Pastré, Éditions Perrin, 2009
- La France sans ses usines (avec Marie-Paule Virard), Éditions Fayard, 2011
- Les apprentis sorciers, 40 ans d'échecs la politique économique française (avec Marie-Paule Virard), Éditions Fayard, 2013
- Croissance zéro, comment éviter le chaos? (avec Marie-Paule Virard), Éditions Fayard, 2015
- La Folie des banques centrales (avec Marie-Paule Virard), Éditions Fayard, 2016
- Euro, par ici la sortie (avec Marie-Paule Virard), Éditions Fayard, 2017[34]
- Et si les salariés se révoltaient? (avec Marie-Paule Virard), Éditions Fayard, 2018[35]
- Discipliner la finance, Éditions Odile Jacob, 2019
- 40 ans d'austérité salariale ; Comment en sortir ?, Éditions Odile Jacob, 2020.
- La Dernière Chance du capitalisme, Éditions Odile Jacob (5 mai 2021).
- Regards sur la Zone Euro, Bréal (2021)
- Les nouvelles politiques monétaires, Ellipses (2022)